# 小栗忠高
小栗 忠高（おぐり ただたか、文化6年1月3日（1809年2月16日） - 安政2年7月28日（1855年9月9日））は、江戸幕府旗本（知行2,500石）。

## 経歴
中川忠英（飛騨守）の四男。隣家の小栗家10代、小栗忠清の娘くに子（くに、邦子）の婿となり、小栗家を継ぐ。通称、又一。義弟に日下数馬（庄次郎。房元。忠高が婿養子に入ったのちに出生した為、日下家の養子に入った）。子に長男小栗忠順。
持筒頭などを歴任し、嘉永7年（1854年）閏7月1日に新潟奉行となり、任地で安政2年（1855年）に病のため47歳で没す。墓所は新潟市法音寺。家督は忠順が継いだ。忠高は生前に祭祀料として50両を親しくしていた紙問屋の藤井忠太郎に預け、小栗家の祭祀の際にはそれを使って法音寺に支払いをした。